# Hans Noever
Hans Noever est un écrivain, réalisateur, scénariste et acteur allemand né le 10 mai 1928 à Krefeld.

## Filmographie sélective

### Comme réalisateur

#### Cinéma
- 1968 : Eine Luftreise, ein Abenteuer, etwas für Kenner coréalisé avec Thomas Schamoni (moyen métrage documentaire)
- 1973 : Mourir tranquille (Zahltag)

- 1974 : Bannister ist verschwunden
- 1976 : Ich weiß, daß die Sonne... Die Weltreisen des Peter Tiefenthaler (moyen métrage)
- 1978 : La Femme d'en face (Die Frau gegenüber)

- 1979 : Die Nacht mit Chandler
- 1980 : Le Prix de la survie (Der Preis fürs Überleben)
- 1982 : Les Ailes de la nuit (Flügel der Nacht) coréalisé avec Ursual Jeshel
- 1985 : A.I.D.S. Trop jeune pour mourir (Gefahr für die Liebe - Aids)
- 1986 : Lockwood Desert, Nevada

### Comme acteur
- 1980 : Endstation Freiheit de Reinhard Hauff : Hüttenkamp

## Distinctions et récompenses
Son film Le Prix de la survie (en allemand : Der Preis fürs Überleben) a été nommé à la 30e édition du festival international du film de Berlin